# Henri VII (duc de Bavière)
Henri de Luxembourg, mort le 16 octobre 1047, est comte à Luxembourg (Henri II) de 1026 à 1047 et duc de Bavière (Henri VII) de 1042 à 1047. Il est fils de Frédéric de Luxembourg, comte en Moselgau, et peut-être d'Ermentrude de Gleiberg.
En 1026, il hérite de son oncle Henri V de Bavière du comté de Luxembourg, ainsi que des charges d'avoué des abbayes Saint-Maximin de Trêves et Saint-Willibrod d'Echternach. En 1042, il reçoit de l'empereur le duché de Bavière, que son oncle a également tenu.
Il ne se marie pas et son frère Gislebert lui succède au Luxembourg, tandis que la Bavière revient à l'empereur.

## Référence
- Alfred Lefort, La Maison souveraine de Luxembourg, Reims, Imprimerie Lucien Monge, 1902, 262 p. [détail de l’édition].